# خوتونت

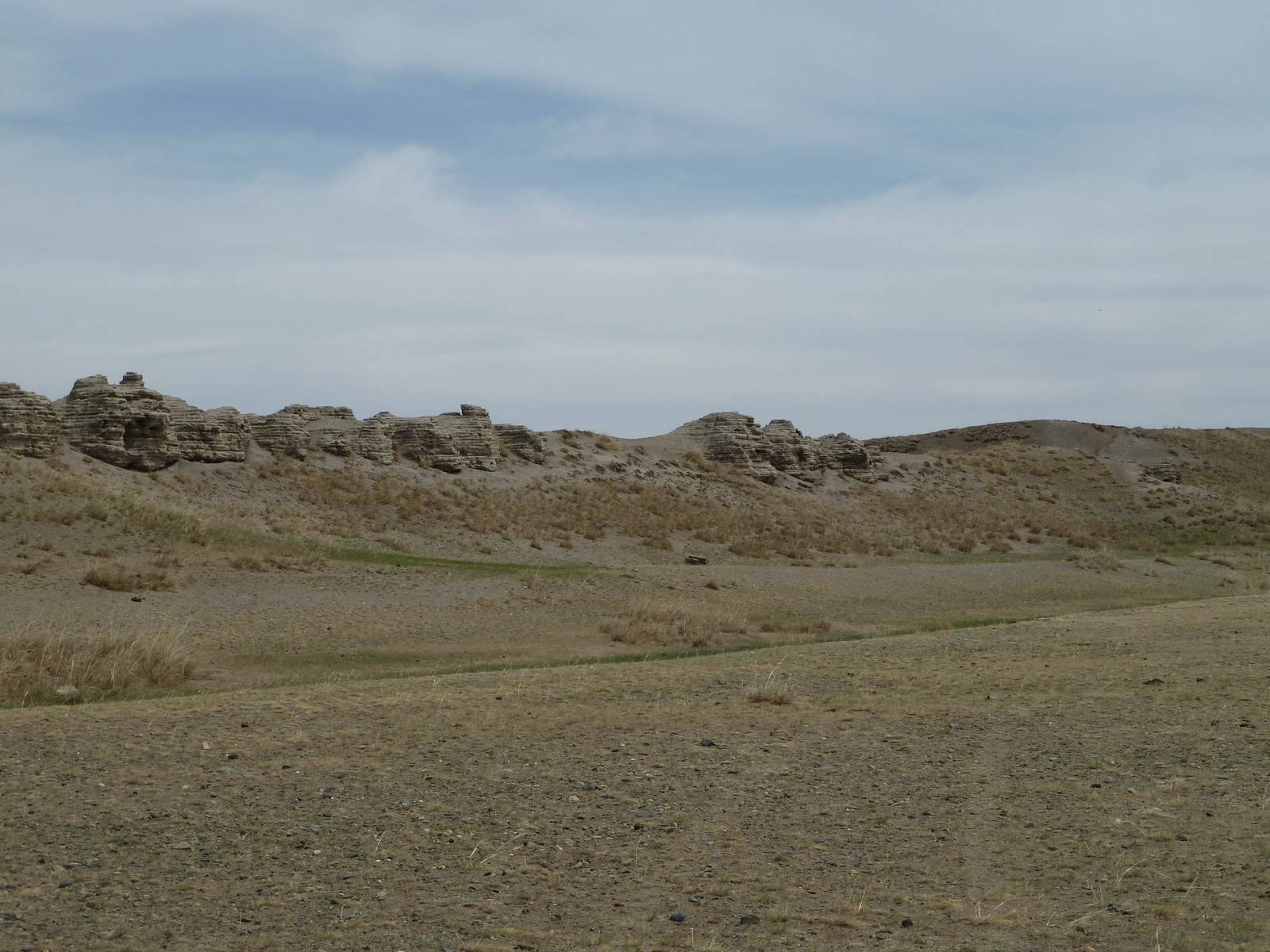
کوتونت، مانگولیا

خوتونت (به لاتین: Khotont) یک منطقهٔ مسکونی در مغولستان است که در استان آرخانگای واقع شده‌است. خوتونت ۲٬۲۰۰ کیلومتر مربع مساحت دارد.